# Пенелопа Енн Міллер
Пенелопа Енн (при народженні Андреа) Міллер (англ. Penelope Ann Miller; 13 січня 1964) — американська акторка театру, телебачення та кіно. Номінантка премій «Золотий глобус» (1994), «Тоні» (1989) та премії Гільдії кіноакторів США (2012).

## Біографія
Народилася 13 січня 1964 року в Лос-Анджелесі в родині актора і сценариста Марка та журналістки Беатріс Міллер. Старша сестра Маріса Міллер, молодша Саванна Міллер. Навчалася в середній школі Palisades High School. У 18 років переїхала до Нью-Йорка, де вчилася в акторській студії Герберта Бергофа.
У 1995 році одружилася з актором Віллом Арнеттом, з яким через рік розлучилася. У 2000 році одружилася з Джеймсом Гаґґінсом. Народила дочок Елоїзу Мей (2000) та Марію Аделу (2009). Після 12 років спільного життя в березні 2012 року подала документи до окружного суду Лос-Анджелеса на розлучення і поділ майна.

## Кар'єра
У 1985 році Міллер дебютувала на Бродвеї в п'єсі Нейла Саймона «Білоксі-блюз». Пізніше, у 1988 році, вона зіграє цю роль в кіноверсії постановки режисера Майкла Ніколса. У 1989 році була номінована на премію «Тоні», як найкраща акторка другого плану в п'єсі «Наше місто». На великому екрані з'явилася у таких фільмах, як «Дитсадковий поліцейський» (1990), «Чужі гроші» (1991), «Чаплін» (1992). Була номінована на «Золотий глобус» за найкращу жіночу роль другого плану у фільмі «Шлях Карліто» (1993), а також на премію «Сатурн», як найкраща акторка у фільмах «Тінь» (1994) і «Релікт» (1997).

## Фільмографія

### Фільми
| Рік  |    | Українська назва            | Оригінальна назва                                | Роль                           |
| ---- | -- | --------------------------- | ------------------------------------------------ | ------------------------------ |
| 1987 | ф  |                             | Hotshot                                          | Мері                           |
| 1987 | ф  |                             | Adventures in Babysitting                        | Бренда                         |
| 1988 | ф  |                             | Biloxi Blues                                     | Дейзі                          |
| 1988 | ф  |                             | Big Top Pee-wee                                  | Вінні Джонсон                  |
| 1988 | ф  | Далеко від дому             | Miles from Home                                  | Саллі                          |
| 1989 | ф  | Пострілом впритул           | Dead Bang                                        | Лінда                          |
| 1990 | ф  | Першокурсник                | The Freshman                                     | Тіна Сабатіні                  |
| 1990 | ф  | Пробудження                 | Awakenings                                       | Паула                          |
| 1990 | ф  | Дитсадковий поліцейський    | Kindergarten Cop                                 | Джойс Пальміері / Рейчел Крісп |
| 1991 | ф  | Чужі гроші                  | Other People's Money                             | Кейт Салліван                  |
| 1992 | ф  | Пістолет у сумочці Бетті Лу | The Gun in Betty Lou's Handbag                   | Бетті Лу                       |
| 1992 | ф  | Чаплін                      | Chaplin                                          | Една Перваєнс                  |
| 1993 | ф  | Шлях Карліто                | Carlito's Way                                    | Гейл                           |
| 1994 | ф  | Тінь                        | The Shadow                                       | Марго Лейн                     |
| 1994 | тф | Полювання на відьом         | Witch Hunt                                       | Кім Хадсон                     |
| 1997 | ф  | Релікт                      | The Relic                                        | доктор Марго Грін              |
| 1998 | тф | Рубі Бріджес                | Ruby Bridges                                     | Барбара Генрі                  |
| 1999 | тф | Роккі Марчіано              | Rocky Marciano                                   | Барбара Казінс                 |
| 2000 | тф |                             | All-American Girl: The Mary Kay Letourneau Story | Мері Кей Летурно               |
| 2000 | ф  | Лулу назавжди               | Forever Lulu                                     | Елізабет Роуз                  |
| 2001 | ф  | І прийшов павук             | Along Came a Spider                              | Елізабет Роуз                  |
| 2006 | ф  | Шалені гроші                | Funny Money                                      | Керол Перкінс                  |
| 2007 | ф  | Блондинка з амбіціями       | Blonde Ambition                                  | Дебра                          |
| 2010 | ф  | Привіт, Джулі               | Flipped                                          | Тріна Бейкер                   |
| 2011 | ф  | Артист                      | The Artist                                       | Доріс                          |
| 2013 | ф  | Порятунок Лінкольна         | Saving Lincoln                                   | Мері Тодд Лінкольн             |
| 2016 | ф  | Народження нації            | The Birth of a Nation                            | Елізабет Тернер                |
| 2018 | ф  |                             | American Dresser                                 | Вера                           |
| 2020 | ф  |                             | Adverse                                          | Ніколь                         |
| 2024 | ф  | Рейган                      | Reagan                                           | Ненсі Рейган                   |

### Серіали
| Рік       |   | Українська назва                   | Оригінальна назва                 | Роль                  |
| --------- | - | ---------------------------------- | --------------------------------- | --------------------- |
| 1985      | с | Казки з темного боку               | Tales from the Darkside           | Кіна                  |
| 1987      | с | Поліція Маямі                      | Miami Vice                        | Джил Райдер           |
| 1998      | с |                                    | The Closer                        | Еріка Хюїтт           |
| 2003—2004 | с |                                    | A Minute with Stan Hooper         | Моллі Хупер           |
| 2005      | с | Місце злочину: Нью-Йорк            | CSI: NY                           | Роуз Вітлі            |
| 2005      | с | Відчайдушні домогосподарки         | Desperate Housewives              | Фран Феррара          |
| 2009—2011 | с |                                    | Men of a Certain Age              | Соня Транеллі         |
| 2013—2014 | с |                                    | Mistresses                        | Елізабет Грей         |
| 2015      | с | Американський злочин               | American Crime                    | Єва Гермон            |
| 2018      | с | Рівердейл                          | Riverdale                         | місс Райт             |
| 2018      | с | Криміналісти: мислити як злочинець | Criminal Minds                    | доктор Елізабет Роудс |
| 2022      | с | Монстр: Історія Джеффрі Дамера     | Monster: The Jeffrey Dahmer Story | Джойс Дамер           |

## Нагороди та номінації
| Нагорода                             | Рік  | Категорія                                  | Робота               | Результат |
| ------------------------------------ | ---- | ------------------------------------------ | -------------------- | --------- |
| Золотий глобус                       | 1994 | Найкраща жіноча роль другого плану         | Шлях Карліто         | Номінація |
| Премія Гільдії кіноакторів США       | 2012 | Найкращий акторський склад в ігровому кіно | Артист               | Номінація |
| Супутник                             | 2016 | Найкращий акторський склад у телесеріалі   | Американський злочин | Перемога  |
| Кінопремія «Вибір критиків»          | 2012 | Найкращий акторський склад                 | Артист               | Номінація |
| Сатурн                               | 1995 | Найкраща кіноакторка                       | Тінь                 | Номінація |
| Сатурн                               | 1997 | Найкраща кіноакторка                       | Релікт               | Номінація |
| Премія Асоціації кінокритиків Чикаго | 1991 | Найбільш перспективна акторка              | Першокурсник         | Перемога  |
| Тоні                                 | 1989 | Найкраща жіноча роль другого плану в п'єсі | Наше місто           | Номінація |